# Vienne-la-Ville
Pour les articles homonymes, voir Vienne.
Vienne-la-Ville est une commune française, située dans le département de la Marne en région Grand Est.

## Géographie

### Localisation
Vienne-la-Ville se trouve au nord-est du département de la Marne, en région Grand Est. La commune appartient à la région agricole de l'Argonne.
La commune de Vienne-la-Ville s'étend sur une superficie de 748 hectares. Sur son territoire, l'altitude varie de 121 à 171 mètres. Le village de Vienne-la-Ville est situé au confluent de l'Aisne, en provenance du sud-est, et de la Bionne, en provenance du sud-ouest. Le village est dominé par Moilemont à l'ouest (169 m) et par les Grands Hairemonts à l'est (169 m). Le point culminant de la commune, à plus de 170 mètres, se trouve toutefois au sud du territoire à proximité de la Côte Decime (174 m à La Neuville-au-Pont), au dessus des hameaux de le Moulinet et la Noue. L'altitude est la plus basse sur le parcours de l'Aisne au nord de la commune, aux pieds du lieu-dit les Montants de la Cerisie, à proximité de la jonction avec la Biesme, autre affluent de l'Aisne.
Par la route, Vienne-la-Ville se situe à 57 km de Châlons-en-Champagne, préfecture de la Marne, à 57 km de Verdun, sous-préfecture de la Meuse, à 34 km de Vouziers, sous-préfecture des Ardennes, et à 10 km de Sainte-Menehould, bureau centralisateur du canton d'Argonne Suippe et Vesle dont dépend Vienne-la-Ville depuis 2015. La commune fait en outre partie du bassin de vie de Sainte-Menehould.
Vienne-la-Ville est limitrophe de 7 communes :
| Servon-Melzicourt |                     | Saint-Thomas-en-Argonne |
| Berzieux          | Vienne-la-Ville     | Vienne-le-Château       |
| Courtémont        | La Neuville-au-Pont | Moiremont               |

### Hydrographie
La commune est dans la région hydrographique « la Seine du confluent de l'Oise (inclus) à l'embouchure » au sein du bassin Seine-Normandie. Elle est drainée par l'Aisne, la Bionne, le Pretre, le cours d'eau 01 des Hairemonts et le ruisseau des Marotines,.
L'Aisne est un cours d'eau naturel navigable de 256 km de longueur, traversant les cinq départements Meuse, Marne, Ardennes, Aisne, Oise. Elle est un affluent de rive gauche de l'Oise, ce qui fait d'elle un sous-affluent de la Seine. 
La Bionne, d'une longueur de 15 km, prend sa source dans la commune de Somme-Bionne et se jette dans l'Aisne sur la commune, après avoir traversé six communes. 

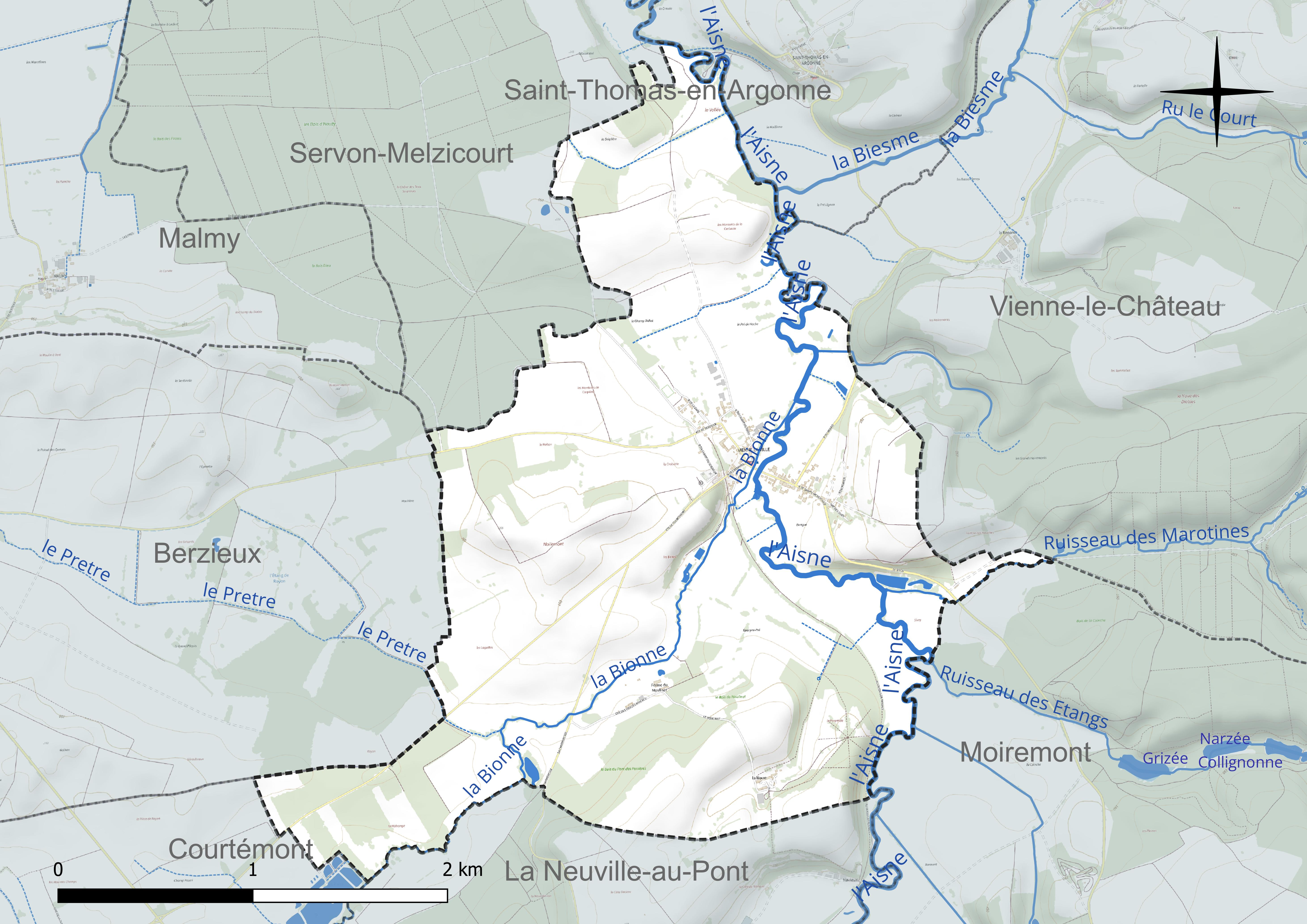
Réseau hydrographique de Vienne-la-Ville.

### Climat
Pour des articles plus généraux, voir Climat du Grand Est et Climat de la Marne.
En 2010, le climat de la commune est de type climat des marges montargnardes, selon une étude du Centre national de la recherche scientifique s'appuyant sur une série de données couvrant la période 1971-2000. En 2020, Météo-France publie une typologie des climats de la France métropolitaine dans laquelle la commune est exposée à un climat océanique altéré et est dans la région climatique  Nord-est du bassin Parisien, caractérisée par un ensoleillement médiocre, une pluviométrie moyenne régulièrement répartie au cours de l’année et un hiver froid (3 °C). 
Pour la période 1971-2000, la température annuelle moyenne est de 10 °C, avec une amplitude thermique annuelle de 15,7 °C. Le cumul annuel moyen de précipitations est de 856 mm, avec 13,1 jours de précipitations en janvier et 9,1 jours en juillet. Pour la période 1991-2020, la température moyenne annuelle observée sur la station météorologique de Météo-France la plus proche, « Argers », sur la commune d'Argers à 11 km à vol d'oiseau, est de 10,9 °C et le cumul annuel moyen de précipitations est de 739,4 mm. 
La température maximale relevée sur cette station est de 41,1 °C, atteinte le 25 juillet 2019 ; la température minimale est de −17,5 °C, atteinte le 20 décembre 2009,,. 
Les paramètres climatiques de la commune ont été estimés pour le milieu du siècle (2041-2070) selon différents scénarios d'émission de gaz à effet de serre à partir des nouvelles projections climatiques de référence DRIAS-2020. Ils sont consultables sur un site dédié publié par Météo-France en novembre 2022.

## Urbanisme

### Typologie
Au 1er janvier 2024, Vienne-la-Ville est catégorisée commune rurale à habitat dispersé, selon la nouvelle grille communale de densité à sept niveaux définie par l'Insee en 2022.
Elle est située hors unité urbaine. Par ailleurs la commune fait partie de l'aire d'attraction de Sainte-Menehould, dont elle est une commune de la couronne,. Cette aire, qui regroupe 50 communes, est catégorisée dans les aires de moins de 50 000 habitants,.

### Occupation des sols
L'occupation des sols de la commune, telle qu'elle ressort de la base de données européenne d’occupation biophysique des sols Corine Land Cover (CLC), est marquée par l'importance des territoires agricoles (86,1 % en 2018), une proportion sensiblement équivalente à celle de 1990 (86,8 %). La répartition détaillée en 2018 est la suivante : 
prairies (39,6 %), terres arables (33 %), zones agricoles hétérogènes (13,5 %), forêts (9,3 %), zones urbanisées (4,6 %). L'évolution de l’occupation des sols de la commune et de ses infrastructures peut être observée sur les différentes représentations cartographiques du territoire : la carte de Cassini (XVIIIe siècle), la carte d'état-major (1820-1866) et les cartes ou photos aériennes de l'IGN pour la période actuelle (1950 à aujourd'hui).

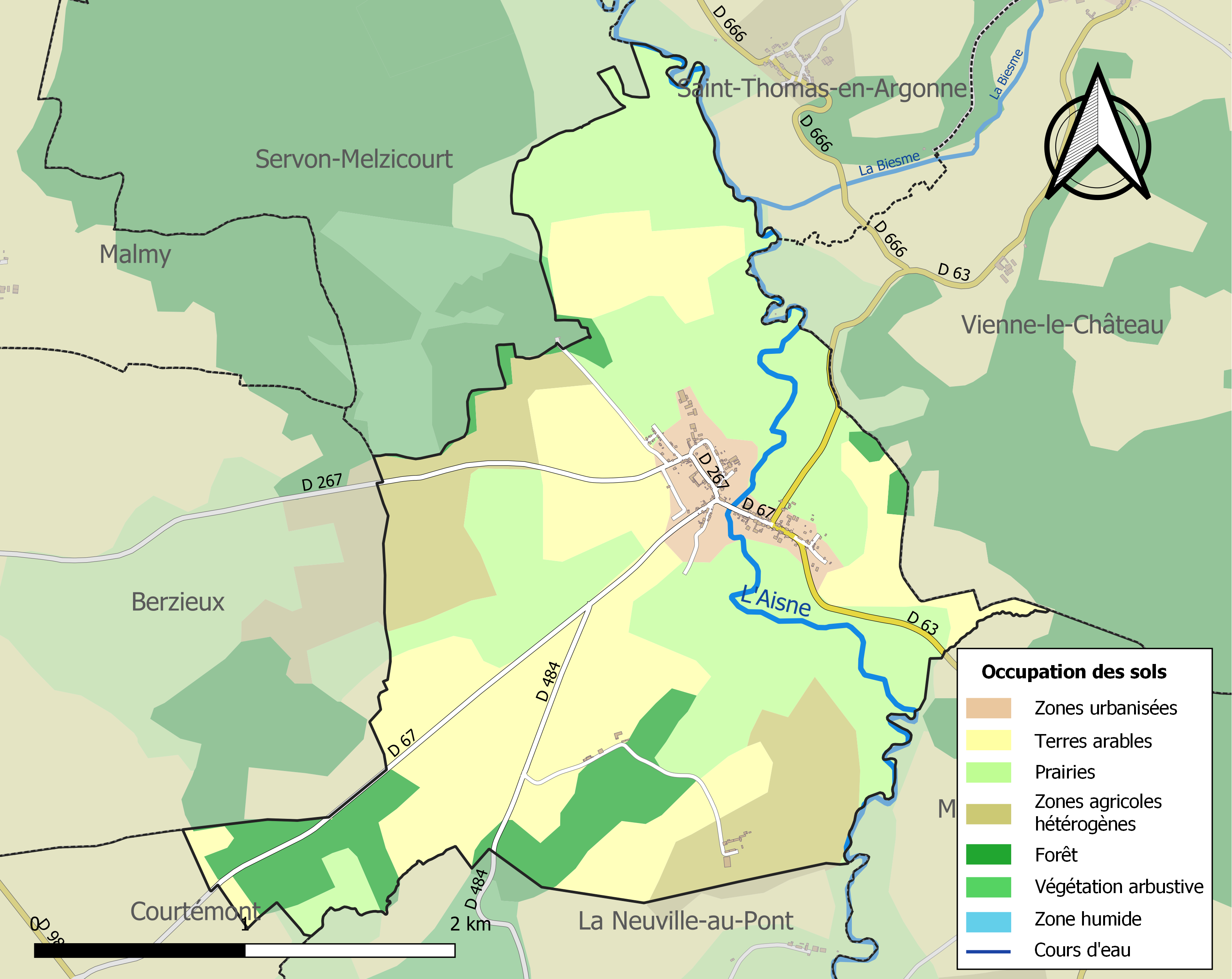
Carte des infrastructures et de l'occupation des sols de la commune en 2018 (CLC).

## Toponymie
Le nom de Vienne-la-Ville proviendrait de l'Aisne, appelée Axona durant l'Antiquité. Une station mentionnée par l’itinéraire d’Antonin se situe à l’endroit où la voie romaine de Durocortorum (Reims) à Diuiodurum (Metz) franchit l'Aisne, probablement au lieu-dit Bongué. Le Uicus Axona > Vi Asne > Viasna, à l’origine du nom Vienne, s’est développé ensuite sur ce site, tandis que Vienne-le-Château, agglomération plus tardive a emprunté son nom Viasna à Vienne-la-Ville.
Le site est ainsi mentionné dès le IIIe siècle sous le nom de Axuena, puis dans l'expression apud Viennam en 898, nom que la ville conserve par la suite sous diverses formes.
Les attestations historiques suivantes sont extraites du Dictionnaire topographique du département de la Marne
- Viasne super Axonam fluviutm, 1062 (cart. de Touss. f° 1 v°).
- Viaaxona, 1131-1142 (Touss. c. 1).
- Viasna, 1210 (Moiremont, c. 12).
- Viaxona, 1290 (Touss. c. 7).
- Viaine, 1311 (Moiremont c. 12).
- Viasona, 1346 (Varin, arch. adm. de Reims, t. II, p. 633).
- Viayne, 1389 (archives nationales, P 183, 58).
- Viaxne, 1409 (Moiremont, c. 12).
- Vyayne-la-Ville, t446 (Touss. c. 7).
- Viesne, 1451 (Moiremont, c. 12).
- Vixane, 1452 (Ibid.).
- Viaine-la-Ville, 1457 (Moiremont, c. 12).
- Viaxne-la-Vile, 1475 (Ibid.).
- Viaxona villa, 1508 (Ibid.).
- Viaisne-la-Ville, 1510 (arch. nat. Q1 658).
- Viaixne-la-Ville, 1534 (Touss. c. 7).
- Viesne, Vienne-la-Ville, 1538 (Ibid.).
- Vyaisne, XVIe siècle (Ibid.).

Au cours de la Révolution française, la commune porte provisoirement le nom de Vienne-sur-Aisne.

## Histoire
Vienne-la-Ville est proche de la ligne de front pendant la Première Guerre mondiale.
Pendant la Seconde Guerre mondiale le pont sur la Bionne a été détruit par les Allemands pendant leur retraite.

## Politique et administration
Par décret du 29 mars 2017, l'arrondissement de Sainte-Menehould est supprimée et la commune est intégrée le 31 mars 2017 à l'arrondissement de Châlons-en-Champagne.

### Intercommunalité
La commune, antérieurement membre de la communauté de communes du canton de Ville-sur-Tourbe, est membre, depuis le 1er janvier 2014, de la CC de l'Argonne Champenoise.
En effet, conformément au schéma départemental de coopération intercommunale de la Marne du 15 décembre 2011, cette communauté de communes de l'Argonne Champenoise est issue de la fusion, au 1er janvier 2014,  de : 
- la communauté de communes du Canton de Ville-sur-Tourbe ;
- de la Communauté de communes de la Région de Givry-en-Argonne ;
- et de la Communauté de communes de la Région de Sainte-Menehould.

Les communes isolées de Cernay-en-Dormois, Les Charmontois, Herpont et Voilemont ont également rejoint l'Argonne Champenoise à sa création.

### Liste des maires
| Période                                  | Période                      | Identité                | Étiquette | Qualité                         |
| ---------------------------------------- | ---------------------------- | ----------------------- | --------- | ------------------------------- |
| Les données manquantes sont à compléter. |                              |                         |           |                                 |
| 1904                                     | 1940                         | Alexandre Edmond Michel |           |                                 |
| Les données manquantes sont à compléter. |                              |                         |           |                                 |
| 1992                                     | En cours (au 4 juillet 2014) | Michel Curfs            | UMP       | Réélu pour le mandat 2014-2020, |

## Population et société

### Démographie
L'évolution du nombre d'habitants est connue à travers les recensements de la population effectués dans la commune depuis 1793. Pour les communes de moins de 10 000 habitants, une enquête de recensement portant sur toute la population est réalisée tous les cinq ans, les populations de référence des années intermédiaires étant quant à elles estimées par interpolation ou extrapolation. Pour la commune, le premier recensement exhaustif entrant dans le cadre du nouveau dispositif a été réalisé en 2006.

En 2022, la commune comptait 162 habitants, en évolution de −6,36 % par rapport à 2016 (Marne : −1,19 %, France hors Mayotte : +2,11 %).
| 1793 | 1800 | 1806 | 1821 | 1831 | 1836 | 1841 | 1846 | 1851 |
| ---- | ---- | ---- | ---- | ---- | ---- | ---- | ---- | ---- |
| 360  | 420  | 444  | 502  | 616  | 639  | 632  | 586  | 518  |

| 1856 | 1861 | 1866 | 1872 | 1876 | 1881 | 1886 | 1891 | 1896 |
| ---- | ---- | ---- | ---- | ---- | ---- | ---- | ---- | ---- |
| 482  | 499  | 504  | 459  | 470  | 434  | 428  | 415  | 415  |

| 1901 | 1906 | 1911 | 1921 | 1926 | 1931 | 1936 | 1946 | 1954 |
| ---- | ---- | ---- | ---- | ---- | ---- | ---- | ---- | ---- |
| 402  | 379  | 411  | 340  | 369  | 309  | 286  | 265  | 245  |

| 1962 | 1968 | 1975 | 1982 | 1990 | 1999 | 2006 | 2011 | 2016 |
| ---- | ---- | ---- | ---- | ---- | ---- | ---- | ---- | ---- |
| 191  | 181  | 182  | 184  | 177  | 176  | 189  | 177  | 173  |

| 2021 | 2022 | - | - | - | - | - | - | - |
| ---- | ---- | - | - | - | - | - | - | - |
| 166  | 162  | - | - | - | - | - | - | - |

## Culture et patrimoine

### Lieux et monuments
L'église Saint-Maurice a été construite au milieu du XVIe siècle. En mauvais état, elle est reconstruite en 1819 par l'architecte Barthélémy Jean Laidebeur. La majeure partie de l'édifice est détruite lors de la Première Guerre mondiale, à l'exception de la façade et du clocher. Elle est à nouveau reconstruite et inaugurée en 1931. On y trouve un bas-relief du XVIIe siècle représentant le Christ et la Samaritaine, qui est classé au titre des objets monuments historiques.

### Personnalités liées à la commune
- Adolphe Bourée, (1835-1889) journaliste, rédacteur en chef du Courrier des Ardennes.